# Safidia druceria
Safidia druceria är en fjärilsart som beskrevs av Nye 1975. Safidia druceria ingår i släktet Safidia och familjen nattflyn. Inga underarter finns listade.